# Programa para Ciudades Históricas Aga Khan

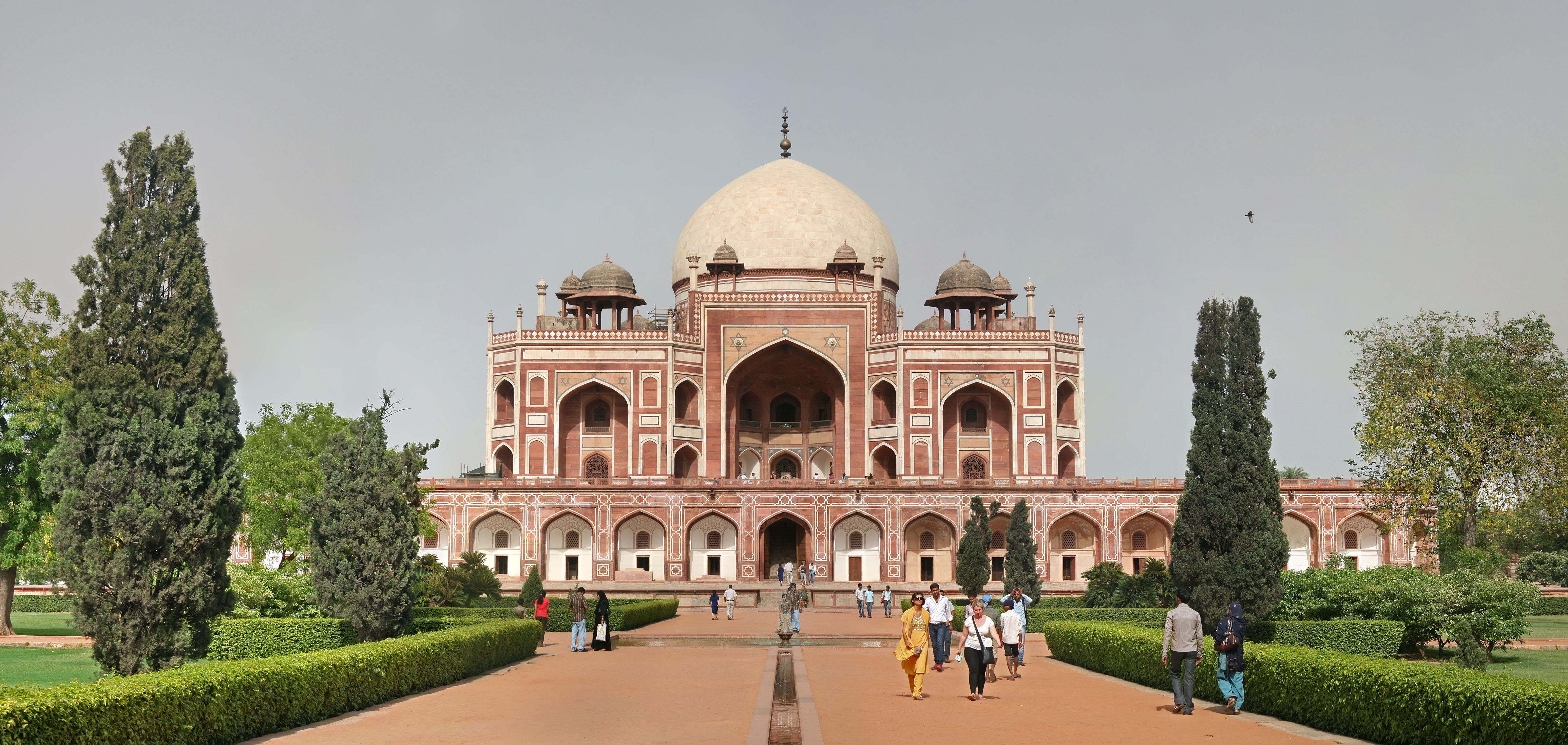
La Tumba de Humayun uno de los proyectos de HCP.

Programa para Ciudades Históricas Aga Khan (en inglés:Aga Khan Historic Cities Programme o HCP) es uno de los programas que lleva a cabo la Aga Khan Trust for Culture y su objetivo es promover la conservación y la reutilización de edificios y espacios públicos en las ciudades históricas del mundo musulmán. Emprende sus acciones de tal forma que se pueda estimular el desarrollo social, económico y cultural. Cada proyecto individual busca ir más allá de la restauración técnica, tratando de resolver los problemas en el contexto social y ambiental. En varios países se han establecido agencias Aga Khan locales, para poner en práctica los proyectos bajo la supervisión de la oficina central en Ginebra, Suiza.

## Papel de la HCP
El HCP trabaja estrechamente con todos los participantes del proyecto, incluyendo la comunidad. Está preparado para proporcionar ayuda en planeación al gobierno y otras organizaciones locales; brindando asesoría técnica, financiamiento y recursos para definir las áreas de oportunidad y el abordaje; preparando estudios de factibilidad y formulando propuestas para atraer a inversionistas locales y organizaciones internacionales.
También participa en la conservación urbana y el mejoramiento de los espacios públicos alrededor de los edificios o áreas históricas. El programa se interesa en la viabilidad a largo plazo de sus proyectos y apoya iniciativas culturales asociadas. Cuando es posible, se toman en cuenta todos los factores relacionados, como el apoyo de la comunidad, la creación de estructuras institucionales que supervisen el funcionamiento y el potencial comercial con el objetivo de hacer la conservación autosustentable.